# Arapuan Medeiros da Motta
Arapuan Medeiros da Motta (Rio de Janeiro, 17 de janeiro de 1935 — Rio de Janeiro, 17 de maio de 2016) foi um economista, geógrafo, professor e escritor.

## Biografia
Filho dos professores Augusto Medeiros da Motta e Amarina Motta, fundadores do Colégio Luso Carioca, instituição esta que daria origem ao Centro Universitário Augusto Motta (SUAM). Arapuã nasceu no bairro de Bonsucesso, na Zona da Leopoldina, na Cidade do Rio de Janeiro.
Cursou o Ginasial e o Científico no Colégio Militar do Rio de Janeiro e concluiu os estudos na Academia Militar das Agulhas Negras de onde saiu como Aspirante no curso de Intendência. Cursou a ESAO Escola de Aperfeiçoamento de Oficiais.
Formado em economia e geografia pela Universidade Gama Filho e pela Universidade do Estado do Rio de Janeiro.
Cidadão dedicado ao desenvolvimento do bairro em que nasceu, vislumbrou pela formação universitária a formação de talentos, incrementando o trabalho iniciado por seus pais e criando o Centro Universitário Augusto Motta — a UNISUAM, mais importante instituição de ensino superior da Zona da Leopoldina, da qual foi seu Chanceler Honorífico.
Membro ad hoc da Comissão de Legislação e Normas da Comissão do Conselho Estadual de Educação do Rio de Janeiro.
Reconhecido como Benfeitor pelo Hospital Mário Kroeff.
Eleito Personalidade Educacional 2012 pelo jornal Folha Dirigida.
A Assembleia Legislativa do Estado do Rio de Janeiro concedeu a Medalha Tiradentes por Resolução proposta pelo Deputado Marcelo Dias.

## Livros
- 2008 — Poética do Viver[7]